# اسطوره‌شناسی مایایی

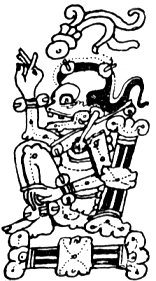
اساطیر مایا

اساطیر مایا بخشی از اساطیر باستانی آمریکای مرکزی است که به قوم مایا اختصاص داشته‌است. این اساطیر غالباً با اسطوره‌های سایر اقوام سرخپوست آمریکای پیش از کلمب مشترک هستند. بیشتر متون اساطیری مایایی در متون دینی آنها بازتاب یافته‌اند.
بسیاری از متون اساطیری مایاها در هجوم بیگانگان و نیز کاشفان اروپایی از میان رفت. اصلی‌ترین منبع شناخت اساطیر مایا کتاب پوپول ووه است که در قرن شانزدهم میلادی بدست یک کاهن مایایی نگارش یافته‌است. همچنین آثار و نوشته‌های اسقف دیگو دلاندا کشیش اسپانیایی که پدیده کتاب سوزی مایاها را سبب شده بود نیز در شناخت بهتر ویژگیهای اساطیری آنان مورد استفاده قرار گرفته‌است.
در اساطیر مایایی زمین از بادهای دریایی و آسمانی ایجاد شده‌است. در این روز واکاه چان که درخت مقدس بود خود را از زمین به آسمان رساند و همه جا را بهم پیوند داد.